# Avraham Hirschson
Avraham Hirschson (en hébreu : אברהם הירשזון), né le 1er février 1941 à Tel Mond en Palestine mandataire et mort le 7 mars 2022, est un homme politique israélien, membre du parti Kadima et ministre des Finances du 4 mai 2006 au 22 avril 2007 dans le gouvernement d'Ehud Olmert. En juillet 2009, il est condamné à cinq ans et cinq mois de prison pour notamment escroquerie aggravée et d'autres délits.

## Biographie
Avraham Hirschson est né à Tel Mond et réside à Tel Aviv. De 1970 à 1992, il est secrétaire général de la Ligue Nationale de Jeunesse (branche jeunesse de la Fédération nationale des travailleurs d'Erets Israel). Il est président de la Fédération nationale des travailleurs d'Erets Israel depuis 1995. Il est père de 3 enfants.
Dans les années 2000, il est accusé d'avoir détourné de l’argent destiné à aider les survivants de la Shoah.
Impliqué dans une affaire de corruption, il annonce le 22 avril 2007 qu'il se suspend de ses fonctions de ministre pendant trois mois pour pouvoir se défendre. Il démissionne le 1er juillet 2007.
En mai 2008, le procureur général israélien Menachem Mazuz annonce qu'Avraham Hirschson est inculpé pour abus de confiance, escroquerie aggravée, vol, falsification de documents d'entreprise et blanchiment d'argent. En juin 2009, Avraham Hirschson est reconnu coupable de détournement de fonds de plusieurs millions de shekels de la National Workers Labor Federation alors qu'il était son président. En juillet, il est condamné à cinq ans et cinq mois de prison et à une amende de 450 000 shekels. Il commence à purger sa peine le 1er septembre 2009.

## Carrière politique
- juin 1983 - juillet 1984 : député Likoud de la 10e Knesset
- député 13e à 17e Knesset
- 10 janvier 2005 à mars 2006 : il est nommé ministre du Tourisme en remplacement de Gideon Ezra
- novembre 2005 : il quitte le Likoud et rejoint le parti Kadima
- 10 janvier 2005 au 4 mai 2006 : ministre du Tourisme
- 18 janvier 2006 à mars 2006 : ministre des Communications.
- 4 mai 2006 au 22 avril 2007 : ministre des Finances